# Strobl (Familienname)
Strobl ist ein deutscher Familienname.

## Namensträger

### A
- Alajos Strobl (1856–1926), ungarischer Bildhauer
- Alice Strobl (1919–2010), österreichische Kunsthistorikerin
- Amadeus Strobl (* 1994), deutscher Synchronsprecher
- Andreas Strobl (Pfarrer) (1642–1706), deutscher Pfarrer und Autor
- Andreas Strobl (Beamter) (* 1965), österreichischer Bezirkshauptmann
- Andreas Strobl (Kunsthistoriker) (* 1965), deutscher Kunsthistoriker
- Auguste Strobl (1807–1871), deutsche Förstersfrau, Schwarm von König Ludwig I.
- Augustin Strobl (um 1550–1592), deutscher geistlicher, Abt von Niederaltaich

### B
- Bernard Gariépy Strobl, kanadischer Tonmeister
- Bruno Strobl (* 1949), österreichischer Komponist und Dirigent

### C
- Carolin Strobl (* 1978), deutsche Psychologin und Hochschullehrerin
- Christine Strobl (Politikerin) (* 1961), deutsche Politikerin (SPD)
- Christine Strobl (Medienmanagerin) (* 1971), deutsche Juristin und Medienmanagerin
- Claudia Strobl (* 1965), österreichische Skirennläuferin

### E
- Elisabeth Udolf-Strobl (* 1956), österreichische Beamtin und Politikerin
- Erika Strobl (* 1961), österreichische Gitarristin
- Ernst Strobl (1879–1927), österreichischer Grafiker und Radierer

### F
- Franz Strobl (Politiker, 1888) (1888–1981), italienischer Politiker (SVP)
- Franz Strobl (Politiker, 1893) (1893–1970), österreichischer Politiker (SdP), Mitglied des Bundesrates aus Niederösterreich
- Franz Strobl (Politiker, 1897) (1897–1980), österreichischer Politiker (ÖVP)
- Franz Strobl (Maler) (* 1944), österreichischer Maler
- Friedrich Strobl (* 1957), österreichischer Politiker (SPÖ)
- Fritz Strobl (Zauberkünstler) († vor 1961), österreichischer Zauberkünstler
- Fritz Strobl (* 1972), österreichischer Skiläufer

### G
- Gabriel Strobl (1846–1925), österreichischer Priester und Entomologe
- Georg Strobl (1644) (1644–1717), Zisterzienserpater
- Georg Strobl (1910–1991), deutscher Eishockeyspieler
- Gert Strobl (* 1941), deutscher Physiker
- Gottlieb Strobl (1917–2004), deutscher Manager
- Guido Strobl (1910–1945), deutscher Jurist und Bezirkshauptmann
- Gusti Strobl (1939/40–2013), Schweizer Boxtrainer

### H
- Hans Strobl (Architekt) (1879–1961), deutscher Architekt
- Hans Strobl (Maler) (1913–1974), österreichischer Maler
- Hans Strobl (Jurist) (* 1956), deutscher Jurist
- Hans Paul Strobl (* 1937), österreichischer Journalist und Fernsehmoderator
- Hans Peter Strobl (1942–2007), österreichisch-kanadischer Toningenieur
- Heinz Strobl (Beamter) (1920–1993), deutscher Kommunalbeamter
- Heinz Strobl, eigentlicher Name von Gandalf (Musiker) (* 1952), österreichischer Komponist, Musiker und Produzent
- Helmut Strobl (Kulturpolitiker) (1943–2019), österreichischer Politiker (ÖVP)
- Helmut Strobl (Leichtathlet) (* 1959), deutscher Leichtathlet
- Helmut Strobl (Musiker) (* 1960), österreichischer Jazzmusiker, Komponist und Kapellmeister
- Herwig Strobl (1940–2019), österreichischer Autor und Musiker

### I
- Ingeborg Strobl (1949–2017), österreichische Künstlerin
- Ingrid Strobl (1952–2024), österreichische Germanistin und Kunsthistorikerin

### J
- Jakob Strobl (* 1939), deutscher Politiker (CSU), Landrat von Traunstein
- Joachim von Strobl-Albeg (* 1948), deutscher Rechtswissenschaftler
- Jochen Strobl (* 1979), italienischer Nordischer Kombinierer
- Johann Andreas Strobl (1703–1758), deutscher Jesuit und Missionar
- Johann Baptist Strobl (1746–1805), deutscher Publizist
- Johannes Strobl (* 1969), österreichischer Kirchenmusiker
- Josef Strobl (Politiker) (1887–1965), deutscher Politiker (SPD)
- Josef Strobl (Maler) (1912–1986), österreichischer Maler
- Josef Strobl (Geograph) (* 1958), österreichischer Geograph und Geoinformatiker
- Josef Strobl (Skirennläufer) (* 1974), österreichisch-slowenischer Skiläufer
- Joseph Strobl (1843–1924), österreichischer Germanist und Bibliothekar
- Julius Strobl (1868–1932), österreichischer Schauspieler

### K
- Karl Strobl (Heimatdichter) (1844–1879), österreichischer Heimatdichter, Klassischer Philologe und Piarist
- Karl Strobl (Maler) (auch Charly Strobl; 1900–1969), österreichischer Maler und Kunsthistoriker
- Karl Strobl (Geistlicher) (1908–1984), österreichischer Priester und Widerstandskämpfer
- Karl Hans Strobl (1877–1946), österreichischer Schriftsteller

### L
- Ludwig Strobl (1900–1974), österreichischer Beamter und Politiker
- Leopold Strobl (* 1960), österreichischer Künstler

### M
- Marianne Strobl (1865–1917), österreichische Fotografin
- Mark Strobl (* vor 1966), deutscher Ingenieur und Hochschullehrer

### N
- Natascha Strobl (* 1985), österreichische Politikwissenschaftlerin und Skandinavistin

### O
- Otto Strobl (1927–2019), österreichischer Musiker

### P
- Paul Hódosy-Strobl (eigentlich Paul Strobl, 1895–1976), ungarischer Polizeigeneral
- Peter Strobl (Fotograf) (* 1947), österreichischer Fotograf
- Peter Strobl (Basketballspieler) (* 1977), US-amerikanisch-österreichischer Basketballspieler und -trainer
- Petr Strobl (1941–2020), deutscher Tennisspieler
- Pius Strobl (* 1956), österreichischer Unternehmer und Politiker (Die Grünen)

### R
- Reinhold Strobl (* 1950), deutscher Politiker (SPD)
- Richard Strobl (1874–1923), österreichischer Politiker (DNSAP)
- Robert Strobl (Politiker) (1933–2009), österreichischer Politiker (SPÖ)
- Robert Strobl (Fußballspieler) (* 1985), österreichischer Fußballspieler
- Roman Strobl (* 1951), österreichischer Bildhauer
- Rudolf Strobl (Musiker) (1831–1915), polnischer Pianist und Musikpädagoge
- Rudolf Strobl (Schauspieler) (1927–1997), österreichischer Schauspieler
- Rudolf Strobl (Fußballspieler) (* 1960), österreichischer Fußballspieler

### S
- Sebastian Strobl (* 1958), deutscher Kunsthistoriker, Konservator, Restaurator und Hochschullehrer
- Susanne Strobl, österreichische Film- und Musiktheaterregisseurin, Drehbuchautorin, Librettistin, Trickfilmanimatorin, Filmproduzentin, Sängerin und Schauspielerin

### T
- Theodor Strobl (1941–2023), deutscher Wasserwirtschaftsingenieur, Beamter und Hochschullehrer
- Thomas Strobl (* 1960), deutscher Politiker (CDU), Landesminister und Vorsitzender
- Tobias Strobl (Fußballtrainer) (* 1987), deutscher Fußballtrainer
- Tobias Strobl (Fußballspieler) (* 1990), deutscher Fußballspieler
- Toni Strobl (1925–2006), österreichischer Kabarettist, siehe Drei Spitzbuben
- Tony Strobl (1915–1991), US-amerikanischer Comic- und Trickfilmzeichner

### W
- Walter Strobl (Politiker) (* 1947), österreichischer Politiker
- Walter Strobl (Maler) (* 1968), österreichischer Maler und Graphiker
- Walter Strobl (Fußballspieler), österreichischer Fußballspieler
- Wilhelm Strobl (1879–1953), deutscher Genealoge, Beamter und Politiker
- Willi Strobl (1914–1997), sudetendeutscher Fußballspieler
- Wolfgang Strobl (1920–1993), deutscher Philosoph, Naturwissenschaftler und Hochschullehrer

### Z
- Zsigmond Kisfaludi Strobl (1884–1975), ungarischer Bildhauer